# Kanał żeglugowy objazdowy
Kanał żeglugowy objazdowy – rodzaj kanału żeglugowego, zaliczany do kategorii kanałów bocznych (lateralnych), którego zadaniem jest ominięcie na szlaku żeglugowym występującej przeszkody uniemożliwiającej lub utrudniającej żeglugę, a także ominięcie odcinków naturalnych dróg wodnych, których parametry nie spełniają przyjętych wymagań. Przeszkodami takimi są między innymi płytkie jezioro bądź rozlewisko rzeki, albo nawet samo koryto rzeki trudne do przystosowania dla potrzeb żeglugi, gdzie korzystniejsza okazuje się budowa nowego kanału żeglugowego, niż przystosowanie danego elementu szlaku do odpowiednich parametrów wymaganych dla drogi wodnej o przyjętej klasie. Kanały takie mogą dodatkowo spełniać funkcję kanału przeciwpowodziowego. Nazwa tego typu kanałów odpowiada potocznemu rozumieniu pojęcia objazd, jako objeżdżaniu przeszkody boczną, okrężną drogą oraz omijaniu przeszkody , a samo pojęcie kanału lateralnego, jako elementu bocznego, nie leżącego na głównej linii, biegnącego obok rzeki lub jeziora i tym samym pozwalającego na ominięcie przeszkody .
Przykładem takie kanału jest obwodowy Kanał Werebski, leżący na szlaku Kanału Berezyńskiego. Jest to kanał łączący Jezioro Bereszto z rzeką Jessą (Essa). Przebiega równolegle do rzeki Bereszty, która na tym odcinku stanowi przeszkodę w żegludze.